# Say Na Na Na
Say Na Na Na är en låt från 2019 av den turkiska sångaren Serhat. Låten valdes ut av SMRTV att representera San Marino i Eurovision Song Contest 2019 i Tel Aviv. I tävlingen slutade bidraget på 19:e plats.

## Eurovision Song Contest
Inför Eurovision Song Contest 2019 valde San Marino att återgå till att välja ut tävlingsbidraget internt. Året innan hade man anordnat uttagningstävlingen 1in360. Den 21 januari 2019 meddelade SMRTV, som ansvarar för San Marinos medverkan i tävlingen, att Serhat skulle representera landet i tävlingen. Serhat representerade även San Marino i Eurovision Song Contest 2016 med låten "I Didn't Know". Enligt Serhat själv blev han uppringd av SMRTV för att producera en låt till Eurovision. Låten, med tillhörande musikvideo, släpptes den 7 mars 2019.
Serhat framförde bidraget i den första semifinalen där den lyckades gå vidare till final. Det var andra gången som San Marino kvalificerades till final, den första var Valentina Monetta 2014. I finalen slutade bidraget på 19:e plats med 77 poäng vilket är landets hittills bästa placering i tävlingen.